# Adventisme
En general, el terme Adventista es refereix al cristià que creu en el prompte retorn de Jesucrist (Parusia).
Encara que són diverses les denominacions cristianes que poden considerar-se "adventistes", el nom és usat habitualment per referir-se als Adventistes del setè dia.

## Vegeu
- Església Adventista del Setè Dia
- William Miller
- Ellen White
- Nelson H. Barbour